# Paroisse de Simonds (comté de Saint-Jean)
Pour les articles homonymes, voir Simonds.
La paroisse de Simonds est à la fois une paroisse civile et un ancien district de services locaux (DSL) canadien du comté de Saint-Jean, au sud-est du Nouveau-Brunswick. Dans le cadre de la réforme de la gouvernance locale du 1er janvier 2023, le territoire du DSL a été réparti entre le village de Fundy-St. Martins et le district rural de Fundy.

## Toponyme
La paroisse est probablement nommée ainsi en l'honneur de Charles Simonds (en) (1783-1859), président de l'Assemblée législative du Nouveau-Brunswick ainsi que de son père James Simonds (1735-1831), premier habitant anglais de Saint-Jean et propriétaire d'une grande partie de la paroisse. À ne pas confondre avec la paroisse de Simonds dans le comté de Carleton, dont le nom a une origine semblable.

## Géographie
Simonds est délimité à l'est par la ville de Saint-Jean, au nord par le comté de Kings et à l'ouest par la paroisse de Saint-Martins.
Le territoire est bordé au sud par la baie de Fundy. Le DSL recoupe le territoire de la paroisse civile de Simonds, exception faite du DSL de Fairfield, administré séparément.

### Villages et hameaux
La paroisse comprend les hameaux de Baxters Corner, Black River, Cape Spencer, Garnet Settlement, Grove Hill, Loch Lomond, Mispec, Primrose, Quaco Road, Upper Loch Lomond, West Beach et Willow Grove.

## Démographie
D'après le recensement de Statistique Canada, Simmonds comptait 3844 habitants en 2001, comparativement à 3823 en 1996, soit une hausse de 0,5 %. En 2021, la population atteint 3855 habitants, marquant une légère augmentation par rapport à 2016. La ville compte 1430 logements privés, a une superficie de 281,36 kilomètres2 et une densité de population de 13,7 habitants au kilomètre2.
| 2001  | 2006  | 2011  | 2016  | 2021  |
| ----- | ----- | ----- | ----- | ----- |
| 3 844 | 3 759 | 3 828 | 3 843 | 3 855 |

## Histoire
Les environs du ruisseau Emerson's, ainsi que le hameau de Tynemouth Creek, sont concédés en 1784 à des soldats loyalistes démobilisés mais probablement colonisés des années plus tard par des immigrants,. Il en est de même pour Gardner Creek, originellement concédé en 1784.
Willow Grove est fondé en 1817 par 41 esclaves affranchis de Virginie, ayant échappé à l'armée britannique à la baie de Chesapeake lors de la guerre de 1812. Ils reçoivent des concessions de 50 acres chacun mais leur communauté ne prospère pas et ils retournent vivre à Saint-Jean, où ils avaient résidé entre 1815 et 1817.
Emigrant Settlement est fondé en 1818 ou 1819 le long du chemin d'Upper Quaco par des fermiers irlandais ; le hameau est presque abandonné dans les décennies suivantes. Golden Grove est fondé avant 1819 par l'expansion des localités environnantes. Hibernia est fondé par des Irlandais vers 1830 le long du chemin de Lower Quaco.
La paroisse de Simonds fut créée en 1839 dans le comté de Saint-Jean à partir d'une portion de la paroisse de Portland. Garnett Settlement constitue une expansion des premiers hameaux.
Le comté de Saint-Jean fut constitué en municipalité vers les années 1870. La municipalité du comté de Saint-Jean est dissoute en 1966. La paroisse de Simonds devient un district de services locaux en 1967. Le DSL de Fairfield fut séparé par la suite.

## Économie
Entreprise Saint-Jean, membre du Réseau Entreprise, a la responsabilité du développement économique.

## Administration

### Comité consultatif
En tant que district de services locaux, Simonds est administré directement par le Ministère des Gouvernements locaux du Nouveau-Brunswick, secondé par un comité consultatif élu composé de cinq membres dont un président.

### Commission de services régionaux
La paroisse de Simonds fait partie de la Région 9, une commission de services régionaux (CSR) devant commencer officiellement ses activités le 1er janvier 2013. Contrairement aux municipalités, les DSL sont représentés au conseil par un nombre de représentants proportionnel à leur population et leur assiette fiscale. Ces représentants sont élus par les présidents des DSL mais sont nommés par le gouvernement s'il n'y a pas assez de présidents en fonction. Les services obligatoirement offerts par les CSR sont l'aménagement régional, l'aménagement local dans le cas des DSL, la gestion des déchets solides, la planification des mesures d'urgence ainsi que la collaboration en matière de services de police, la planification et le partage des coûts des infrastructures régionales de sport, de loisirs et de culture; d'autres services pourraient s'ajouter à cette liste.

### Représentation et tendances politiques
Nouveau-Brunswick: La paroisse de Simonds fait partie de la circonscription provinciale de Saint John-Fundy, qui est représentée à l'Assemblée législative du Nouveau-Brunswick par Glen Savoie, du Parti progressiste-conservateur. Il fut élu lors de l'élection de 2010. Le hameau de Primrose, au nord-est, fait quant à lui partie de la circonscription provinciale de Hampton-Kings, qui est représentée par Bev Harrison, du Parti progressiste-conservateur. Il fut élu lors de l'élection de 1999 puis réélu en 2003, en 2006 et en 2010. Le hameau de Golden Grove, au nord-ouest, fait quant à lui partie de la circonscription provinciale de Rothesay, qui est représentée par Margaret-Ann Blaney, du Parti progressiste-conservateur. Elle fut élue en 2006 puis réélue en 2010 mais était déjà présente au parlement depuis 1999, dans une autre circonscription.
 Canada: La paroisse de Simonds fait partie de la circonscription fédérale de Fundy Royal, qui est représentée à la Chambre des communes du Canada par Rob Moore, du Parti conservateur. Il fut élu lors de la 38e élection générale, en 2004, puis réélu en 2006 et en 2008.

## Vivre dans la paroisse de Simmonds
Le DSL est inclus dans le territoire du sous-district 9 du district scolaire Francophone Sud. L'école Samuel-de-Champlain de Saint-Jean est l'établissement francophone le plus proche alors que les établissements d'enseignement supérieurs les plus proches sont dans le Grand Moncton.
L'autoroute 1 traverse le territoire.
Simonds possède une caserne de pompiers. Le détachement de la Gendarmerie royale du Canada le plus proche est à Hampton. Les bureaux de poste les plus proches sont quant à eux à Saint-Jean et à Saint-Martins.
La plage de Mispec est une plage d'eau salée non surveillée, disposant de toilettes, d'aires de pique-nique, d'un terrain de jeux, de terrains de sports et d'une cantine. La côte rocheuse est propice à l'escalade et à la randonnée.
L'église All Saints d'Upper Loch Lomond et l'église St. Thomas de Black River sont des églises anglicanes.
Les anglophones bénéficient du quotidien Telegraph-Journal, publié à Saint-Jean. Les francophones bénéficient quant à eux du quotidien L'Acadie nouvelle, publié à Caraquet, de l'hebdomadaire L'Étoile, de Dieppe, et du mensuel Le Saint-Jeannois, de Saint-Jean.